# Zarządzanie Internetem
Zarządzanie Internetem – proces, w którym biorą udział rządy różnych państw (głównie Stany Zjednoczone), Internetowa Korporacja ds. Nadawania Nazw i Numerów (ICANN) oraz organizacje międzynarodowe, w tym Organizacja Narodów Zjednoczonych (ONZ). Proces ten ma na celu zapewnienie harmonijnego rozwoju Internetu z korzyścią dla wszystkich ludzi.